# Прерванная серенада
«Прерванная серенада» (азерб. Yarımçıq Qalmış Mahnı) — музыкальный фильм 1979 года. Является актёрским кинодебютом Муслима Магомаева, который также выступил в нём композитором, автором и исполнителем песен.

## Сюжет
Фильм рассказывает о певце Микаиле, поющем в вокально-инструментальном ансамбле «Фламинго», который гастролирует в Ялте и на черноморском побережье Кавказа. Организаторы гастролей предложили обладающему талантом певцу стать солистом Большого театра в Москве, как он ранее и хотел. Однако после любовной неудачи, постигшей его, главный герой отказывается: он предан своим друзьям, привязан к эстраде и ценит это превыше, чем свой талант.

## В ролях
- Муслим Магомаев — артист
- Фархад Юсуфов — Микаил Мамедбейли, солист ВИА «Фламинго» (поёт Муслим Магомаев)
- Светлана Тома — Марьям, возлюбленная Микаила
- Рафаэль Дадашев — Адиль, музыкант ВИА «Фламинго»
- Яшар Нури — музыкант ВИА «Фламинго»
- Владимир Татосов — Тагиев, организатор гастролей
- Наиля Багирова — Хадиджа, соседка Микаила (озвучивает Наталья Гурзо)
- Идрис Зейналов — музыкант ВИА «Фламинго»
- Маяк Керимов — музыкант ВИА «Фламинго»
- Эльчин Мамедов — Сеймур, руководитель ВИА «Фламинго»
- Александр Нисанов — музыкант ВИА «Фламинго»
- Анатолий Фалькович — Николай, председатель жюри из Москвы
- Рафик Алиев — руководитель учреждения